# درخت دار (ترانه بازی‌های گرسنگی)
«درخت دار» (انگلیسی: The Hanging Tree) ترانه‌ای از آهنگساز آمریکایی جیمز نیوتن هاوارد به همراه آواز بازیگر آمریکایی جنیفر لارنس است. سوزان کالینز شعر آن را سروده و هاوارد، جرمایا فریتس و وسلی شولتز از گروه لومینرس آهنگسازی را انجام دادند. ترانه در ۹ دسامبر ۲۰۱۴ به عنوان دومین تک‌آهنگ موسیقی متن فیلم بازی‌های گرسنگی: زاغ مقلد - بخش ۱ (۲۰۱۴) از طریق ریپابلیک رکوردز منتشر شد. این ترانه در ابتدا قرار بود جزئی از آلبوم موسیقی فیلم باشد، اما بعدها به نسخهٔ گسترده‌تر و دیجیتالی موسیقی متن فیلم اضافه شد. «درخت دار» یک اثر فولک و بالاد است که با ارکستر زهی و کر آمیخته شده‌است.
«درخت دار» با ستایش از آواز جنیفر لارنس، وام‌گیری از عناصر موسیقی آپالاشیا و تأثیراتش به‌عنوان یک بالاد قتل، نقدهای مثبتی از منتقدان موسیقی دریافت کرد. ترانه از لحاظ تجاری هم موفقیت‌های خوبی را در جدول‌های فروش بین‌المللی کسب کرد و در صدر جدول‌های موسیقی چندین کشور، از جمله اتریش، مجارستان و آلمان قرار گرفت. ترانه با رتبه ۱۲ در ۱۰۰ آهنگ داغ بیلبورد و رتبهٔ ۲۰ در شرکت جدول‌های رسمی بریتانیا به بالاترین موقعیت خود رسید. «درخت دار» توانست ۲ گواهی پلاتین از ایالات متحده و یک گواهی پلاتین در کانادا و آلمان دریافت کند. تهیه‌کننده موسیقی، مایکل گزو، برای پشتیبانی از این اثر، یک ریمیکس منتشر کرد.

## پیش‌زمینه و انتشار

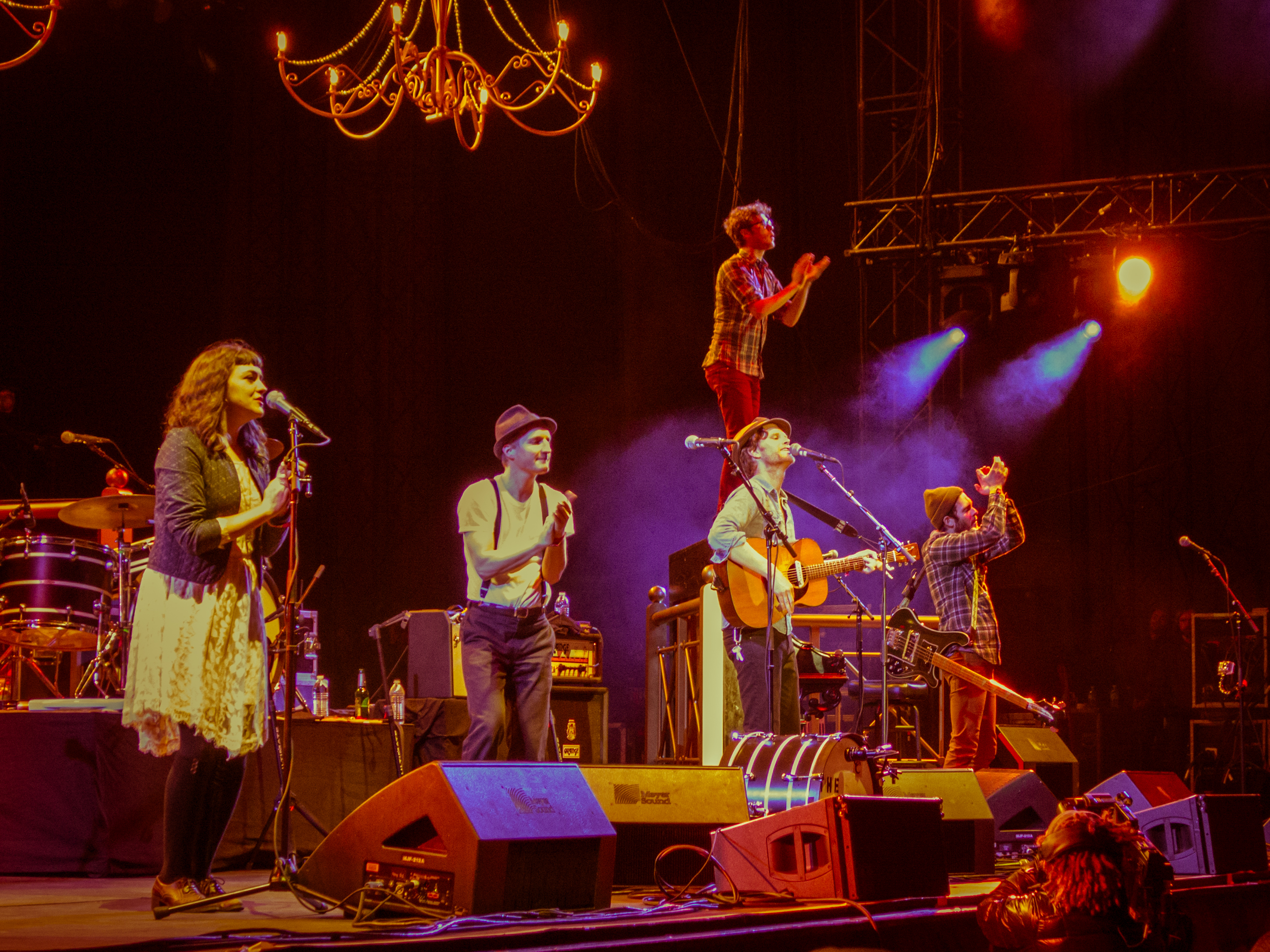
«درخت دار» توسط اعضای گروه موسیقی ایندی فولک لومینرس (در تصویر) ساخته شد.

سوزان کالینز شعر «درخت دار» را نوشت و این شعر، در اصل بخشی از رمان زاغ مقلد (۲۰۱۰) بود. تهیه و تولید آهنگ توسط جیمز نیوتن هاوارد انجام شد و جرمایا فریتس و وسلی شولتز از گروه موسیقی ایندی فولک و آمریکایی لومینرس، آهنگسازی این قطعه را انجام دادند.
شولتز اظهار داشت که کارگردان فیلم، فرانسیس لارنس، شخصاً از او خواسته که ملودی ترانه را به گونه‌ای بسازد که بتوان آن را «به صورت تک‌نفره» یا «توسط هزاران تن» خواند؛ او در ادامه از شولتز خواست که ملودی را «بیش از حد پیچیده» نسازد. از نظر شولتز، ترانه با وجود آواز آرام آن، مانند یک لالایی کودکانه، معصوم به نظر می‌رسید. سپس در سپتامبر ۲۰۱۳، شولتز و فریتس «ملودی جفت را طی یک و نیم الی دو روز ساختند». لارنس بعداً با شولتز و فرایت از طریق پیام متنی که ملودی برای فیلم انتخاب شده تماس گرفت، به گفته او، «این کار روی فیلم عالی نشسته. ما فقط سکانس رو ضبط کردیم. [جنیفر] واقعاً مضطرب بود، اما عالی پیش رفت.»
همچنین کتنیس اوردین، شخصیت نقش اصلی، ترانه را در فیلم اجرا کرد، که در انتهای پایانی فیلم شنیده می‌شود. جنیفر لارنس طی یک مصاحبه با آخر شب با دیوید لترمن، گفت که هنگام اجرای ترانه برای فیلم، مضطرب بوده‌است. او دلیل این امر و ترس خود را «آواز خواندن در مقابل مردم» اعلام کرد؛ او همچنین فاش کرد که هنگام فیلمبرداری بر روی سکانس گریه می‌کرده‌است. فرانسیس هنگام مصاحبه با ولشر اقرار داشت که جنیفر به لرد پیشنهاد داده بود که آواز ترانه را بخواند و او فقط در فیلم لب‌خوانی کند؛ اما فرانسیس این پیشنهاد را نپذیرفت. در حین آماده‌سازی، فرانسیس جنیفر را نزد یک مربی آوازخوانی فرستاد تا به او، برای اعتماد به نفس یافتن در فیلم، کمک کند؛ او همچنین برای آوازخوانی در این سکانس، «شبانه روز» تمرین می‌کرد.
«درخت دار» به عنوان قسمتی از موسیقی متن فیلم در ۲۴ نوامبر ۲۰۱۴ منتشر شد؛ ترانه با یک ساید-بی به‌نام «زاغ مقلد» همراه است. ترانه در انتشار رسمی، همراه آلبوم موسیقی متن فیلم نبود. با این وجود، به‌دلیل موفقیت قطعهٔ «درخت دار»، آن را به عنوان قطعهٔ پانزدهم در نسخهٔ دیجیتالی موسیقی متن گنجاندند. در ۹ دسامبر ۲۰۱۴، «درخت دار» به عنوان دومین تک‌آهنگ موسیقی متن منتشر شد. مایکل گزو در ۱۵ دسامبر ۲۰۱۴ ریمیکس ترانه را با عنوان «درخت دار» (ریبل ریمیکس) منتشر کرد. گزو در یک مصاحبه با یاهو! میوزیک گفت که با وجود تونالیته تاریک «درخت دار»، پیش‌بینی می‌کرد که «قشری از مردم برای متحد شدن، قیام کنند.»

## ترکیب‌بندی و استفاده در کتاب
اثر «درخت دار» در کلید لا مینور ساخته شده و تندای کمابیش ملایم و آزادی با ۸۸ ضرب در دقیقه دارد. صدای لارنس در فاصلهٔ E3 تا A5 است و توالی آکوردهای این قطعه از یک الگوی ساده تبعیت می‌کند که به ترتیب شامل A5 – Am – Asus – F/A است. این اثر یک فولک بالاد، همراه با ترکیب ارکستر زهی و گروه کر است. به گفتهٔ کریس پاین از هالیوود ریپورتر، این اثر «همخوانی گروهی جزئی فولک» است.
رادیو وبور اشاره کرد که مضامین آمده در ترانه، یادآور موسیقی آپالاشیا هستند، که معمولاً از تم‌های بالاد قتل در اشعارشان استفاده می‌کنند. «درخت دار» با ترانه‌های دیگری مانند «تام دالی»، تصنیف ۱۹۳۹ «میوه غریب» اثر بیلی هالیدی (که شامل اشاراتی به دار زدن و درخت است)، ترانه اعتراضی جنبش حقوق مدنی سیاه‌پوستان «ما بر آن غلبه می‌کنیم» و همچنین قطعه خاطرات اسارت من و آزادی من (۱۸۵۵) اثر فردریک داگلاس دربارهٔ سرودهای مذهبی سیاهان آمریکا مقایسه شده‌است. لارنس این ترانه را به‌صورت آکاپلا در فیلم اجرا کرد.
در متن رمان آمده‌است که این ترانه را کتنیس از پدرش آموخته بود و با آن رجزخوانی می‌کرد. مادر کتنیس از وقتی دید او و خواهرش پرایمرز، در حال درست کردن یک گردنبند این ترانه را زمزمه می‌کنند، خواندن این سرود را در خانه ممنوع کرد. معشوقه کتنیس، پیتا ملارک، «درخت دار» را زمانی که پدر کتنیس برای خرید و فروش به نانوایی والدین او آمده بود؛ از او شنیده بود.
مطابق گفته‌های هیمیتچ ابرناثی، این ترانه نخستین خاطره‌ای از کتنیس برای پیتا بود که پس از «شستشوی ذهنی»، خدشه‌ای بر آن وارد نشد. پس از درک این موضوع، کتنیس از آواز «درخت دار» برای علاج «نفرت کاشته شدهٔ کاپیتول» در ذهن پیتا، استفاده کرد. او یک بار دیگر این ترانه را پس از این که پیتا به او گفت که او را بکشد، برای حفاظت از جان اعضای تیم نجات، که در حال نفوذ به کاپیتول بودند، بازخواند. در این اقتباس، پلوتارک هونسبی از ویدئوی آواز کتنیس به عنوان تبلیغات ضد کاپیتول استفاده می‌کند و متن ترانه‌ها را از «گردنبند طناب» به «گردنبند امید» تغییر می‌دهد تا برخی از زیر و بم‌های تنفر در ترانه اصلی را کاهش دهد. سپس پلوتارک از این ترانه به عنوان سرود شورشیان بهره می‌برد.
در کتاب تصنیف پرندگان آوازخوان و مارها (۲۰۲۰)، این ترانه را «لوسی گری بیرد»، اولین قهرمان بازی‌های گرسنگی از منطقه ۱۲، سروده‌است. لوسی این شعر را وقتی سرود، که او و معشوقه‌اش، کریولانوس اسنو، شاهد اعدام یک شورشی به نام آرلو چانس بودند. نام ترانه به جایی اشاره دارد که محل ملاقات‌های لوسی و معشوقهٔ سابقش، بیلی تائوپ، بوده. آن زمان، چون چوبهٔ اعدام هنوز در منطقهٔ ۱۲ تدارک دیده نشده‌بود، برای دار زدن از درختان استفاده می‌کردند.

## بازخوردها

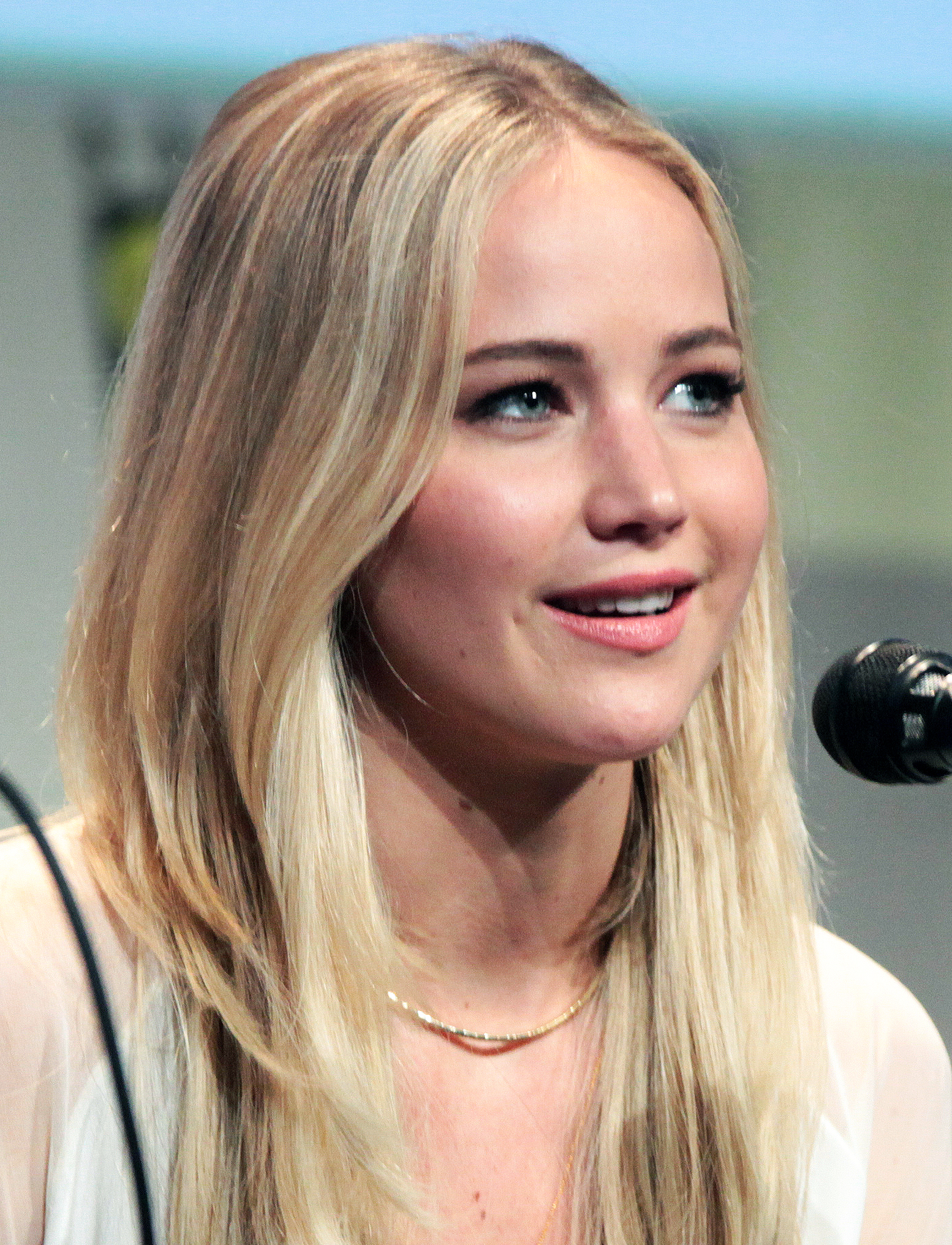
با انتشار «درخت دار»، جنیفر لارنس (در تصویر) به یکی از ۱۳ فرد دریافت‌کننده جایزه اسکار تبدیل شد که وارد جدول بیلبورد هات ۱۰۰ می‌شوند.

«درخت دار» نظرات مثبتی را از منتقدان موسیقی دریافت کرد و چندین منتقد از تأثیر آن، به عنوان بالاد قتل، تعریف کردند. جف بیکر، مقاله‌نویس سایت اورگن‌لایو، معتقد است که اجرای ترانه مذکور بهترین قسمت فیلم بود. بیکر از لارنس نیز برای نزدیک کردن ترانه به «بالاد قتل، که به ریشه‌هایش در کنتاکی بازمی‌گردد»، تعریف کرد. نویسندهٔ استریوگام، گابریلا تولی کلایمور، از آن با عبارت «جهنمی وحشتناک به عنوان یک بالاد قتل آمریکانای کلاسیک» یاد می‌کند. استفانی مری از واشینگتن پست، با ستایش آواز لارنس، یادآور می‌شود که «صدای تراشیدهٔ او [متناسب با] زمینهٔ تاریک و سبک آپالاشیایی موسیقی بود».
«درخت دار» در هفته ۱۳ دسامبر ۲۰۱۴، با رتبهٔ ۱۲ در ۱۰۰ آهنگ داغ بیلبورد ایالات متحده شروع به کار کرد و رتبهٔ دوم (با ۲۰۰٬۰۰۰ دانلود فروخته‌شده) ترانه‌های دیجیتال را به‌دست‌آورد و هشت بار در رادیوی آمریکا پخش شد. «درخت دار» بالاترین رتبه را در میان ترانه‌های مجموعه سه‌گانه بازی‌های گرسنگی در نمودار داشت، یعنی بالاتر از «چشم باز» اثر تیلور سوئیفت، که نهایتاً به رتبهٔ ۱۹ رسید. لارنس یکی از ۱۳ برنده جایزه اسکار شد که به جدول بیلبورد راه یافته‌است؛ آخرین هنرمند زن که موفق به کسب این دو جایگاه شده بود، شر با ترانهٔ «باور» (۱۹۹۸) بود. ترانه با رتبه ۱ در اتریش، آلمان و مجارستان به بالاترین موقعیت خود رسید؛ همچنین در میان پنج جایگاه برتر استرالیا قرار گرفت. این اثر یک گواهی پلاتین از میوزیک کانادا (ام‌سی) و همچنین دو پلاتین از انجمن صنعت ضبط موسیقی ایالات متحده آمریکا (آرآی‌ای‌ای) دریافت کرد.
«درخت دار» نخستین بار در یک جشن بزرگداشت موسیقی، تحت نام «هالیوود در وین» به صورت زنده اجرا شد. جیمز نیوتن هاوارد از ادیتا مالوچیچ دعوت کرد که به جای لارنس آواز را بخواند. این برنامه توسط کیت لاکهارت از ارکستر بوستون پاپس، اجرا شده‌بود. مطابق آنچه گزارش شده، هاوارد در این اجرا به گریه افتاد و حضار برای تشویق او به پا خاستند. برای تبلیغ و پشتیبانی از ترانه، هاوارد یک تور اروپایی به نام «۳ دهه موسیقی هالیوود» برگزار کردو یک مسابقه برای جستجوی خوانندهٔ زنی که بتواند در تورها جانشین لارنس بشود، راه انداخت.
نسخه‌ای جدید از «درخت دار» با آواز بازیگر آمریکایی ریچل زگلر در ۲۰ اکتبر ۲۰۲۳ به‌عنوان نخستین تک‌آهنگ از آلبوم موسیقی متن فیلم بازی‌های گرسنگی: تصنیف پرندگان آوازخوان و مارها  منتشر شد. زگلر در این فیلم نقش اصلی را بازی می‌کند.

## فهرست قطعه‌ها
| سی‌دی تک‌آهنگ (آلمان) | سی‌دی تک‌آهنگ (آلمان) | سی‌دی تک‌آهنگ (آلمان) |
| شماره               | نام                 | مدت                 |
| ------------------- | ------------------- | ------------------- |
| ۱.                  | «درخت دار»          | ۳:۳۸                |
| ۲.                  | «زاغ مقلد»          | ۲:۴۰                |

| دانلود دیجیتال – ریمیکس | دانلود دیجیتال – ریمیکس | دانلود دیجیتال – ریمیکس |
| شماره                   | نام                     | مدت                     |
| ----------------------- | ----------------------- | ----------------------- |
| ۱.                      | «درخت دار (ریمیکس ربل)» | ۲:۲۷                    |

## دست‌اندرکاران
دست‌اندرکاران تولید این قطعه که در بازی‌های گرسنگی: زاغ مقلد - بخش ۱ (اقتباس سینمایی اصلی) حضور داشتند، افراد ذیل هستند:
- جنیفر لارنس – آواز
- سوزان کالینز – ترانه‌پرداز
- جیمز نیوتن هاوارد – تهیه‌کننده
- وسلی شولتز – آهنگساز
- جرمایا فریتس – آهنگساز

## جدول‌ها
| جدول (۲۰۱۴–۱۵)                                | بالاترین موقعیت |
| --------------------------------------------- | --------------- |
| استرالیا (ای‌آرآی‌ای)                           | ۵               |
| اتریش (او۳ تاپ ۴۰ اتریش)                      | ۱               |
| بلژیک (اولتراتاپ فلاندر)                      | ۸               |
| بلژیک (اولتراتاپ والونیا)                     | ۱۸              |
| کانادا (۱۰۰ آهنگ داغ کانادا)                  | ۱۴              |
| کانادا سی‌اچ‌آر/تاپ۴۰ (بیلبورد)                 | ۲۱              |
| کانادا هات ای‌سی (بیلبورد)                     | ۴۱              |
| جمهوری چک (فدراسیون بین‌المللی صنعت فونوگرافی) | ۲۵              |
| فرانسه (اس‌ان‌ای‌پی)                             | ۲۳              |
| آلمان (جدول کنترل رسانه)                      | ۱               |
| مجارستان (۴۰ تک‌آهنگ برتر)                     | ۱               |
| ایرلند (آی‌آرام‌ای)                             | ۲۰              |
| هلند (تاپ ۱۰۰)                                | ۳۶              |
| نیوزیلند (ضبط موسیقی نیوزیلند)                | ۹               |
| نروژ (وی‌جی-لیستا)                             | ۳۰              |
| اسلواکی (تک‌آهنگ دیجیتال تاپ ۱۰۰)              | ۱۰              |
| اسلوونی (اس‌ال‌اوتاپ۵۰)                         | ۳۲              |
| اسپانیا (پرومیوزیک‌ای)                         | ۳۹              |
| سوئد (فهرست برتر سوئد)                        | ۲۹              |
| سوئیس (جدول موسیقی سوئیس)                     | ۴               |
| تک‌آهنگ‌های بریتانیا (شرکت جدول‌های رسمی)        | ۱۴              |
| ۱۰۰ آهنگ داغ بیلبورد                          | ۱۲              |
| معاصر بزرگ‌سال ایالات متحده (بیلبورد)          | ۳۰              |
| ۴۰ آهنگ برتر بزرگسالان ایالات متحده (بیلبورد) | ۱۴              |
| رادیو رقص/میکس شو ایالات متحده (بیلبورد)      | ۱۹              |
| مین‌استریم تاپ ۴۰ (بیلبورد)                    | ۱۰              |

| جدول (۲۰۱۴)               | موقعیت |
| ------------------------- | ------ |
| مجارستان (۴۰ تک‌آهنگ برتر) | ۷۴     |

| جدول (۲۰۱۵)                    | موقعیت |
| ------------------------------ | ------ |
| اتریش (Ö3 Austria Top 40)      | ۲۲     |
| کانادا (۱۰۰ آهنگ داغ کانادایی) | ۸۳     |
| آلمان (جدول‌های رسمی آلمان)     | ۲۹     |
| ۱۰۰ آهنگ داغ بیلبورد           | ۷۸     |

## گواهی‌نامه‌ها
| منطقه | گواهی     | واحد گواهی‌شده/فروش |
| --- | --------- | ------------------ |
| استرالیا (آی‌اف‌پی‌آی استرالیا)                                                                                   | طلا       | ۳۵٬۰۰۰^            |
| اتریش (فونوگرافی اتریش)                                                                                        | طلا       | ۱۵٬۰۰۰*            |
| کانادا (میوزیک کانادا)                                                                                         | پلاتین    | ۸۰٬۰۰۰*            |
| دانمارک (آی‌اف‌پی‌آی)                                                                                             | طلا       | ۳۰٬۰۰۰^            |
| آلمان (بی‌وی‌ام‌آی)                                                                                               | پلاتین    | ۴۰۰٬۰۰۰            |
| سوئد (گی‌ال‌اف)                                                                                                  | پلاتین    | ۴۰٬۰۰۰             |
| بریتانیا (بی‌پی‌آی)                                                                                              | نقره      | ۲۰۰٬۰۰۰            |
| ایالات متحده (آرآی‌ای‌ای)                                                                                        | ۲× پلاتین | ۱٬۱۰۰٬۰۰۰          |
| * رقم فروش تنها بر پایهٔ گواهی‌ها. · ^ رقم توزیع تنها بر پایهٔ گواهی‌ها. · رقم فروش+پخش جاری تنها بر پایهٔ گواهی‌ها. |           |                    |

## تاریخچهٔ انتشار
| منطقه        | تاریخ          | فرمت                  | ناشر     | منا.   |
| ------------ | -------------- | --------------------- | -------- | ------ |
| ایالات متحده | ۹ دسامبر ۲۰۱۴  | رادیو هیت معاصر       | ریپابلیک | [ ۸ ]  |
| ایالات متحده | ۱۵ دسامبر ۲۰۱۴ | رادیو هات ادولت معاصر | ریپابلیک | [ ۷۹ ] |
| آلمان        | ۱۹ دسامبر ۲۰۱۴ | سی‌دی                  | ریپابلیک | [ ۳۸ ] |